# 4,4,5,5-Tetramethyl-1,3,2-dioxaborolan
4,4,5,5-Tetramethyl-1,3,2-dioxaborolan (Trivialname Pinakolboran, kurz HBpin) ist eine chemische Verbindung aus der Gruppe der Heterocyclen. Der Trivialname ist aus Pinakol (ein Glycol, welches eine Untereinheit des Pinakolborans darstellt) und Boran, der Bezeichnung für die theoretische Verbindung BH3 zusammengesetzt. Es ist für die Medizinische Chemie aufgrund dessen universeller Anwendbarkeit von hoher Bedeutung.

## Gewinnung und Darstellung
Pinakolboran kann aus Borandimethylsulfid und Pinakol in trockenem Dichlormethan bei 0–25 °C synthetisiert werden. Dabei entstehen als Nebenprodukte Wasserstoff und Dimethylsulfid, welche beide durch ihre Flüchtigkeit größtenteils abdampfen.

## Eigenschaften

### Physikalische Eigenschaften
Pinakolboran hat einen Flammpunkt von 5 °C.

### Chemische Eigenschaften
Pinakolboran ist luftempfindlich. Es kann daher nur begrenzte Zeit gelagert werden.

## Verwendung

### Hydroborierung von Kohlenstoff-Mehrfachbindungen
Knochel et al. fanden 1992 heraus, dass Pinakolboran gegenüber den früher oft verwendeten Catecholboranen viele Vorteile hat. Zunächst sind bei der Hydroborierung höhere Stereoselektivität und Regioselektivität möglich; außerdem sind die gebildeten Borsäurepinakolester stabiler gegenüber Temperatureinwirkung, Umesterung und Silicagel. Sie bieten daher im Grunde genommen in allen Belangen eine bessere praktische Anwendbarkeit als die Catecholborane. An terminale Alkine addiert Pinakolboran bereits bei Raumtemperatur in Dichlormethan nach einigen Stunden. Diese Hydroborierung ist trans-selektiv im Sinne einer syn-Addition und bevorzugt das Saytzeff-Produkt. Das Hoffmann-Produkt wird maximal in Spuren gefunden; bei internen Alkinen jedoch tritt es als Nebenprodukt auf. Der Anteil an anti-Addition ist vernachlässigbar. Bei höheren Temperaturen lassen sich mit Pinakolboran auch Olefine hydroborieren. Bei all diesen Reaktionen ist kein Katalysator vonnöten. Wichtig ist allerdings, dass mindestens zwei Äquivalente Pinakolboran eingesetzt werden. Ansonsten sinkt die Ausbeute. Ohne Lösungsmittel lässt sich auch keine so hohe Selektivität erreichen.

### MBSK-Sequenz
Besondere Fortschritte wurden im Bereich der Kreuzkupplung von Arylen gemacht. Das Pinakolboran ersetzt hier das von Norio Miyaura et al. 1997 für diesen Zweck vorgestellte Bispinacolatodibor. Gegenüber diesem ist die Nutzung des Pinakolborans zur Borylierung von Arylhalogeniden oder -triflaten atomökonomischer, weil nicht wie bei der Dibor-Spezies (Bispinakolatodibor) äquimolare Mengen von Boratsalz als Nebenprodukt entstehen. Nachdem die Borylierung von Arylhalogeniden und -triflaten mit Pinakolboran ebenfalls im Jahr 1997 von Yuzuru Masuda et al. gezeigt wurde, sind Ein-Topf-Reaktionen, bei denen erst eine Borylierung mit Pinakolboran und folgend eine Suzuki-Kupplung (mit demselben Katalysator) durchgeführt werden, inzwischen unter der Bezeichnung „Masuda-Borylierungs-Suzuki-Kupplungs-Sequenz“ (MBSK-Sequenz) bekannt. Olivier Baudoin et al. veröffentlichten 2000 und 2002 Untersuchungen über die optimalen Reaktionsbedingungen und über Trends in dieser Ein-Topf-Synthese.

Grundgedanke der MBSK-Sequenz mit Pinakolboran als Borylierungs-Reagenz